# Museo di antropologia criminale Cesare Lombroso
Il Museo di Antropologia Criminale Cesare Lombroso è un museo di Torino, fondato nel 1876 dal medico e antropologo Cesare Lombroso (1835-1909). L'esposizione fa parte del sistema museale dell'Università degli Studi di Torino.

## Storia
Il museo di Psichiatria e Antropologia criminale venne inaugurato ufficialmente nel 1898, a partire dalla collezione privata riunita da Cesare Lombroso nel corso della sua vita. 
Come scrive lo stesso Lombroso: “Il primo nucleo della collezione era cominciato nell'esercito, dove, oltre che misurare craniologicamente migliaia di soldati, avevo accuratamente conservato dei morti i crani e i cervelli; questa collezione venni man mano crescendo, con lo spoglio dei vecchi sepolcreti Sardi, Valtellinesi, Lucchesi, Piemontesi, fatto da me e dai miei amici di Torino e Pavia. Non passava giorno che a Pavia prima, a Pesaro e a Torino poi non cercassi di aumentare la raccolta con crani dei pazzi e dei criminali morti nei manicomi e nelle carceri”.
La collezione venne aperta al pubblico per la prima volta nel 1884, in occasione della mostra di antropologia organizzata nell'esposizione generale di Torino, ma fu solo nel 1892 che la facoltà di medicina dell'Università torinese annunciò la decisione di voler istituire un museo di psichiatria e di criminologia, senza però eleggere ancora la collezione lombrosiana a tale rango. Questo nonostante Arturo Graf, all'epoca rettore dell'ateneo, lo descrivesse come “il primo museo criminale esistente in Europa”.
Simili collezioni di reperti e materiali legati alla follia e al crimine stavano nascendo in tutto il regno, ad esempio l'esposizione di maschere mortuarie in ceroplastica di Lorenzo Tenchini del 1885 a Padova, il libro pubblicato nel 1894 da Angelucci e Pieraccini sui manufatti realizzati da internati e la collezione di reperti anatomici messa insieme a Napoli nello stesso anno da Pasquale Penta, primo titolare in Italia di una cattedra di antropologia criminale. Infine, proprio durante il primo congresso internazionale di antropologia criminale svoltosi a Roma nel 1885, Giuseppe Sergi lanciò la proposta di un museo nazionale di antropologia criminale. Tutto questo grazie anche al Codice Zanardelli del 1889, che aveva previsto la possibilità di prelevare parti anatomiche dai cadaveri dei detenuti ai fini della ricerca scientifica.
La collezione lombrosiana fu trasferita nel 1896 nei locali del palazzo degli istituti anatomici. Qui avvenne la prima vera apertura al pubblico, nel maggio del 1906, grazie a Mario Carrara, genero di Lombroso.
Un notevole incremento del numero dei reperti fu conseguenza di una circolare del 1909 rilasciata dall'allora Ministro di Grazia e Giustizia Orlando, il quale ordinò che fossero trasferiti presso il museo lombrosiano tutti i corpi del reato conservati nelle cancellerie del regno e destinati alla distruzione, con lo scopo di incrementare “una specie di raccolta sperimentale, che presti lumi e sussidio alle ricerche degli studiosi del mondo del delitto”.
Lombroso non vide mai l'inaugurazione del museo, perché morì nel 1909 donando il suo corpo alla scienza, come già prima di lui aveva fatto Carlo Giacomini – il cui scheletro è conservato nel Museo di Anatomia che ha sede nello stesso edificio. 
La direzione del museo passò quindi a Mario Carrara, il quale ampliò la collezione soprattutto nella parte relativa alla medicina legale. 
Nel 1932, però, Carrara venne espulso dall'università e privato delle cattedre e della direzione del museo, come conseguenza del suo rifiuto del Giuramento di fedeltà al fascismo.
Nonostante l'apparente intenzione di spostare l'intera collezione a Roma, il museo restò a Torino, e nel 1947 fu trasferito presso l'istituto di medicina legale.
La collezione rimase in stato di abbandono per mancanza di fondi per decenni, fino al 1985, quando, presso la Mole Antonelliana di Torino venne allestita la mostra La scienza e la colpa. Crimini criminali criminologi: un volto dell'Ottocento, che totalizzò circa 120.000 visitatori, riportando l'attenzione del pubblico sul museo lombrosiano. Nacque così l'idea di sottoscrivere un Appello per il Museo Lombroso, firmato da diversi intellettuali e studiosi di varie città italiane, rivolto agli amministratori piemontesi e all'università, per la salvaguardia del patrimonio lombrosiano. E mentre singoli reperti cominciavano ad essere richiesti per mostre anche all'estero, prese corpo l'idea di un riallestimento.
Nel 2009 la collezione trovò la sua nuova sede presso il Palazzo degli Istituti Anatomici di via Pietro Giuria, in un allestimento permanente e aperto al pubblico.

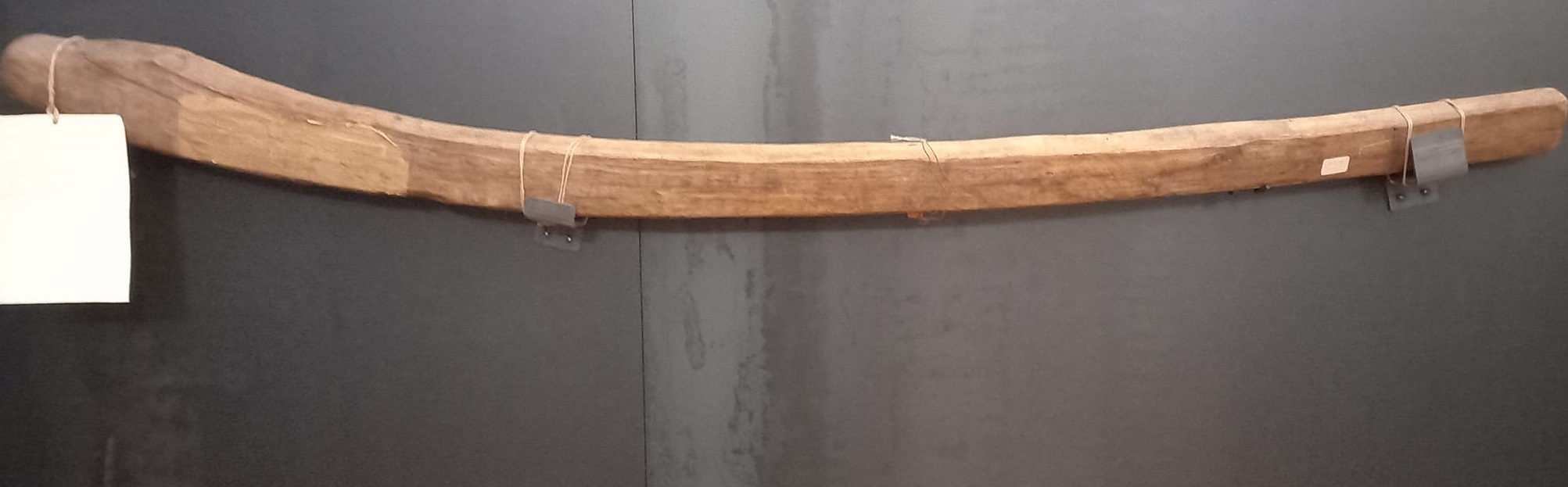
La stanga usata dai rapinatori per stordire le dieci vittime della strage di Villarbasse prima di gettarle nel pozzo conservata nel museo.

## Esposizione
Il museo riunisce la collezione privata raccolta dallo stesso Lombroso, fondatore dell'antropologia criminale, disciplina principalmente basata sulla parascienza della fisiognomica, così denominata già da Aristotele (384 a.C.-322 a.C.), perfezionata dallo stesso Lombroso nel tardo Ottocento e oggi giudicata senza valenza scientifica.
Sono esposti oggetti che Lombroso accumulò lungo il corso della sua vita, custodendoli in un primo tempo nello spazio privato della propria abitazione. Non esistono quindi criteri selettivi espliciti e prestabiliti. Sono raccolti reperti quali preparati anatomici, disegni, fotografie, corpi del reato e realizzazioni artigianali dei prigionieri di carceri e manicomi criminali. Questi oggetti, provenienti da diverse parti del mondo grazie agli invii di allievi ed ammiratori di Lombroso, furono oggetto di studio al fine di confermare la teoria dell'atavismo criminale, poi rivelatasi infondata.
Il museo contiene circa 684 crani e 27 resti scheletrici umani, 183 cervelli umani (non esposti), 58 crani e 48 resti scheletrici animali, 502 corpi di reato utilizzati per compiere delitti più o meno cruenti, 42 ferri di contenzione, un centinaio di maschere mortuarie, 175 manufatti e 475 disegni di alienati, migliaia di fotografie di criminali, folli e prostitute, abiti di briganti, e tre modelli di piante carnivore. C'è anche lo scheletro di Lombroso, che egli volle lasciare alla scienza, così come il suo volto conservato sotto formalina (non esposto).

### Il percorso espositivo
La visita al museo si articola attraverso nove sale precedute da un atrio introduttivo. Le sale tematiche affrontano in ordine cronologico le ricerche e gli studi di Cesare Lombroso. Si inizia con un breve video introduttivo, nel quale due personaggi inventati discutono sui limiti del progresso e della scienza, rievocando il contesto storico e sociale degli anni in cui visse e operò Lombroso. 
Nella seconda sala sono esposti alcuni strumenti che Lombroso utilizzò per compiere rilevazioni morfologiche. All'ingresso della sala 3 si trova la teca in cui è conservato lo scheletro di Cesare Lombroso. Il salone ospita inoltre una parte della collezione dell'antropologo, oltre a quattro monitor che presentano le raccolte delle fotografie - soprattutto segnaletiche - e dei disegni. La sala 4 è dedicata alla scoperta della fossetta cranica che Lombroso riscontrò nei resti di Giuseppe Villella. Un video spiega come la prova principale della teoria dell'atavismo non abbia alcun fondamento scientifico. Le sale 5 e 6 sono dedicate al rapporto tra arte e devianza, esponendo manufatti realizzati da persone con disturbi mentali e detenuti. Tra questi gli abiti di G. Versino, le sculture in creta e gli orci per l'acqua provenienti dalle carceri di Torino. Un plastico del carcere di Filadelfia domina la sala 7. Il plastico, che ripercorre il Panopticon ipotizzato da Jeremy Bentham, fu usato come modello per le prigioni in tutto l'Ottocento. Lo studio privato di Lombroso è ricostruito nella sala 8. Qui la sua voce, in un discorso immaginario, traccia un bilancio della propria esperienza scientifica. Infine, nella sala 9 si affrontano alcune delle questioni più importanti delle teorie lombrosiane, mettendone in evidenza gli sviluppi in campo scientifico e criminologico.

## Contestazioni e richieste di chiusura
Nonostante gli allestitori del museo abbiano dichiarato che esso sia stato concepito con una «funzione educativa intesa a mostrare come la costruzione della conoscenza scientifica sia un processo che avanza grazie alla dimostrazione non tanto di verità, quanto della "falsificabilità" di dati e teorie che non resistono a una critica» (intento peraltro evidenziato fin dalla presentazione dell'istituzione museale), lo stesso è oggetto di contestazioni da parte di un comitato "No Lombroso" che chiede inoltre che "le teorie criminologiche di Cesare Lombroso vengano rimosse dai libri di testo e le commemorazioni odonomastiche e museali a nome "Cesare Lombroso" sospese. Al comitato hanno aderito tramite delibera le giunte di un centinaio di comuni italiani.
Tra i sostenitori del comitato ci fu inizialmente l'allora assessore al commercio del comune di Torino della giunta Fassino, Domenico Mangone, che però nel marzo 2016 ha votato a favore del rinnovo della convenzione triennale fra Comune, Regione e Università per la gestione dei musei ospitati nel Palazzo degli Istituti Anatomici, nonché gli arcivescovi Cesare Nosiglia di Torino e Vincenzo Bertolone di Catanzaro.

### Origine dei reperti
Un punto controverso riguarda l'origine di alcuni dei reperti esposti nel museo. Citando lo stesso Lombroso: “Il primo nucleo della collezione era cominciato nell'esercito, dove, oltre che misurare craniologicamente migliaia di soldati, avevo accuratamente conservato dei morti i crani e i cervelli; questa collezione venni man mano crescendo, con lo spoglio dei vecchi sepolcreti Sardi, Valtellinesi, Lucchesi, Piemontesi, fatto da me e dai miei amici di Torino e Pavia. Non passava giorno che a Pavia prima, a Pesaro e a Torino poi non cercassi di aumentare la raccolta con crani dei pazzi e dei criminali morti nei manicomi e nelle carceri”. Sulla base di queste dichiarazioni vi sono delle pubblicazioni in cui si denuncia la natura legalmente discutibile di queste appropriazioni di resti umani.

### Richieste di restituzione di alcuni reperti
Nel 1991 il comune di Arcidosso ottenne dall'Università di Torino gli effetti del predicatore David Lazzaretti, fondatore del giurisdavidismo, al quale il Lombroso aveva dedicato un articolo sull'Archivio di psichiatria credendolo matto.
Nel 2010 il comune di Sonnino ha chiesto la restituzione dei resti del brigante Antonio Gasbarrone, morto ad Abbiategrasso e fatto pervenire a Lombroso. 
Nel 2012 il comune di Motta Santa Lucia ha tentato di ottenere dal Tribunale di Lamezia Terme la restituzione delle spoglie di Giuseppe Villella, un bracciante agricolo, arrestato per furto ed erroneamente ritenuto un brigante postunitario, i cui resti divennero parte della collezione di Lombroso. Il teschio del cadavere in questione è un pezzo famoso della collezione, poiché su di esso sono presenti note a matita scritte da Lombroso stesso. L'Università di Torino ha fatto ricorso contro la sentenza di primo grado che le imponeva la restituzione del cranio al comune di Motta Santa Lucia e, il 16 maggio 2017, la Corte d'Appello di Catanzaro ha riformato la decisione di prime cure, dichiarando il Museo Lombroso destinazione legittima delle spoglie di Villella in quanto "appare evidente l'interesse storico-scientifico della conoscenza di teorie scientifiche (e, quindi, dei reperti che sono stati oggetto delle indagini dei loro autori), come quella del Lombroso, che hanno avuto notevole eco ed importanza nel dibattito scientifico, per quanto siano, ormai, del tutto superate. Si può negare la validità di una teoria scientifica, ma non la sua esistenza e l'interesse generale a conoscerne gli aspetti". Nel processo di secondo grado è intervenuto, in qualità del suo ruolo, l'ultimo discendente di Villella. Nel 2019 la Corte di Cassazione ha confermato la decisione d'appello, assegnando definitivamente il cranio al museo universitario e riconoscendo l'esistenza di un interesse culturale e scientifico alla sua esposizione.